# 石川総博
石川 総博（いしかわ ふさひろ）は、伊勢亀山藩の第4代藩主。伊勢亀山藩石川家9代。

## 生涯
総博は、宝暦9年（1759年）2月15日、亀山藩支族の旗本（大島石川家）石川総恒の次男として江戸で生まれる。安永5年（1776年）に伊勢亀山藩主・石川総純が死去したため、その養子となって家督を継ぎ、安永6年（1777年）12月、従五位下、日向守に叙位・任官する。
先代総純治世下の明和8年、亀山藩領内は集中豪雨に襲われ、鈴鹿川水系の安楽川と椋川が大洪水となり、下流域に甚大な被害をもたらした。厳しい藩財政の中、藩では鈴鹿川南に二重の堤防と避水溝を築いたが、効果を得るに至らなかった。領内で発生した「明和5年の一揆」後作事奉行となった生田理左衛門は農民より洪水の状況を詳しく聞いた上で藩政府に対し献言を行い、安永年間（1772年 - 1780年）に入り、藩は藩債を発行するなどして資金を集め、蛇行して流れる鈴鹿川を直線とする大工事を理左衛門に命じた。
また、孝心篤い民を賞し、天明2年（1785年）には前田冬藏を学頭に任命し藩校「明倫舎」を創設するなど、朱子学に基づく学問を奨励した。寛政8年（1796年）5月6日、家督を長男の総師に譲って隠居する。文政2年（1819年）6月5日、江戸で死去、享年61。

## 系譜
父母
- 石川総恒（実父）
- 松平信友の養女 - 久貝正順の娘（実母）
- 石川総純（養父）

正室
- 前田春子 - 前田利幸の娘

子女
- 石川総師（長男）
- 石川総予
- 石川総鎮
- 本堂親庸正室